# Alkafélék

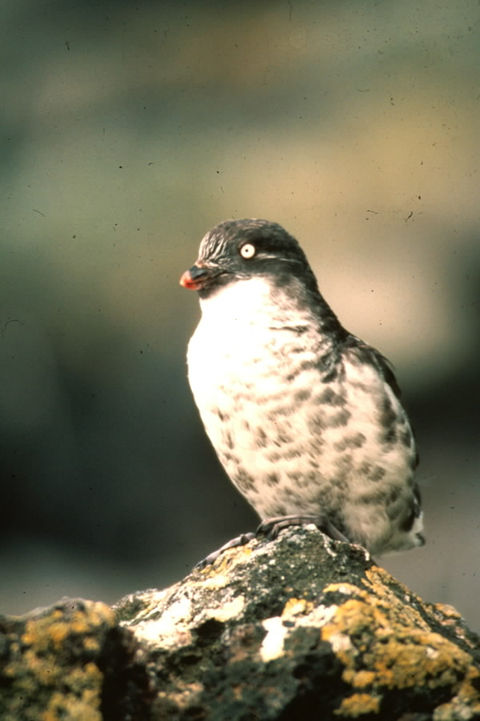
Törpealka (Aethia pusilla)

Az alkafélék (Alcidae) a madarak osztályának lilealakúak (Charadriiformes) rendjébe tartozó család.
Tengeri madarak, melyek víz alá merülve, a szárnyukkal evezve szerzik többnyire halakból álló táplálékukat. A pingvinfélékkel ellentétben röpképes fajok (egy kihalt faj kivételével). Az alkaféléket nevezhetnénk észak pingvinjeinek is.

## Rendszerezésük
A családot William Elford Leach írta le 1820-ban, az alábbi nemeket foglalja magában.
- Cerorhinca Bonaparte, 1828 – 1 faj
  - orrszarvú alka (Cerorhinca monocerata)

- Fratercula Brisson, 1760 – 3 faj
  - kontyos lunda (Fratercula cirrhata)
  - lunda (Fratercula arctica)
  - szarvas lunda (Fratercula corniculata)

- Ptychoramphus Brandt, 1837 – 1 faj
  - füstös csibealka (Ptychoramphus aleuticus)

- Aethia Merrem, 1788 – 4 faj
  - törpealka (Aethia pusilla)
  - bóbitás alka (Aethia cristatella)
  - bajszos alka (Aethia pygmaea)
  - papagájalka (Aethia psittacula)

- Brachyramphus Brandt, 1837 – 3 faj
  - hosszúcsőrű törpealka (Brachyramphus perdix)
  - márványos törpelumma (Brachyramphus marmoratus)
  - rövidcsőrű törpelumma (Brachyramphus brevirostris)

- Cepphus Pallas, 1769 – 3 faj
  - fekete lumma (Cepphus grylle)
  - pápaszemes lumma (Cepphus carbo)
  - galamblumma (Cepphus columba)

- Synthliboramphus Brandt, 1837 – 5 faj
  - ezüstalka (Synthliboramphus antiquus)
  - japán alka (Synthliboramphus wumizusume)
  - kaliforniai alka (Synthliboramphus craveri)
  - Scripps-alka (Synthliboramphus scrippsi)
  - Xantus-alka (Synthliboramphus hypoleucus)

- Uria (Brisson, 1760 – 2 faj
  - vastagcsőrű lumma (Uria lomvia)
  - lumma (Uria aalge)

- Alca Linnaeus, 1758 – 1 faj
  - alka (Alca torda)

- Alle (Link, 1806 – 1 faj
  - alkabukó (Alle alle)
- Pinguinus Bonnaterre, 1791 – 1 faj
  - óriásalka (Pinguinus impennis) – kihalt

Az alkaféléket korábban a sirályfélék családjába sorolták.

## Képek

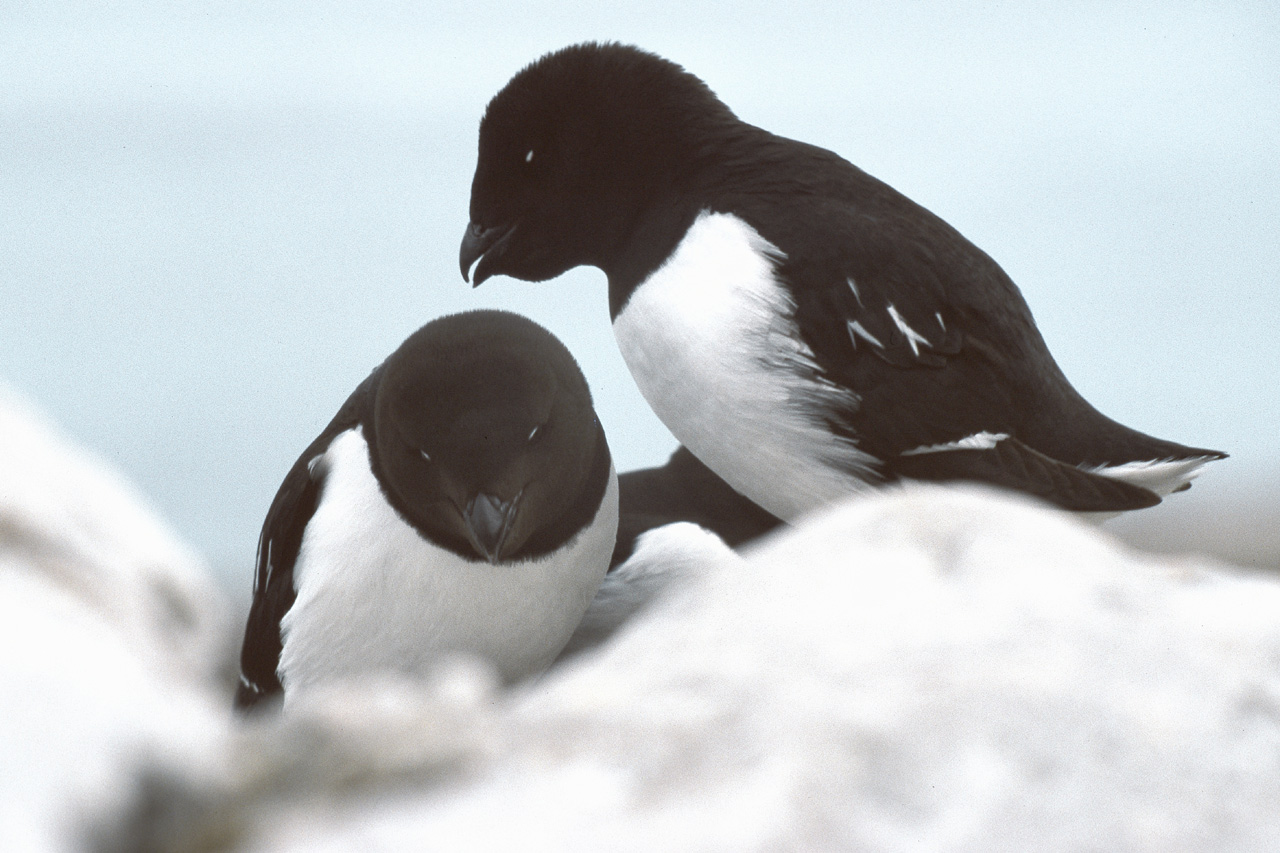
Alkabukó (Alle alle)
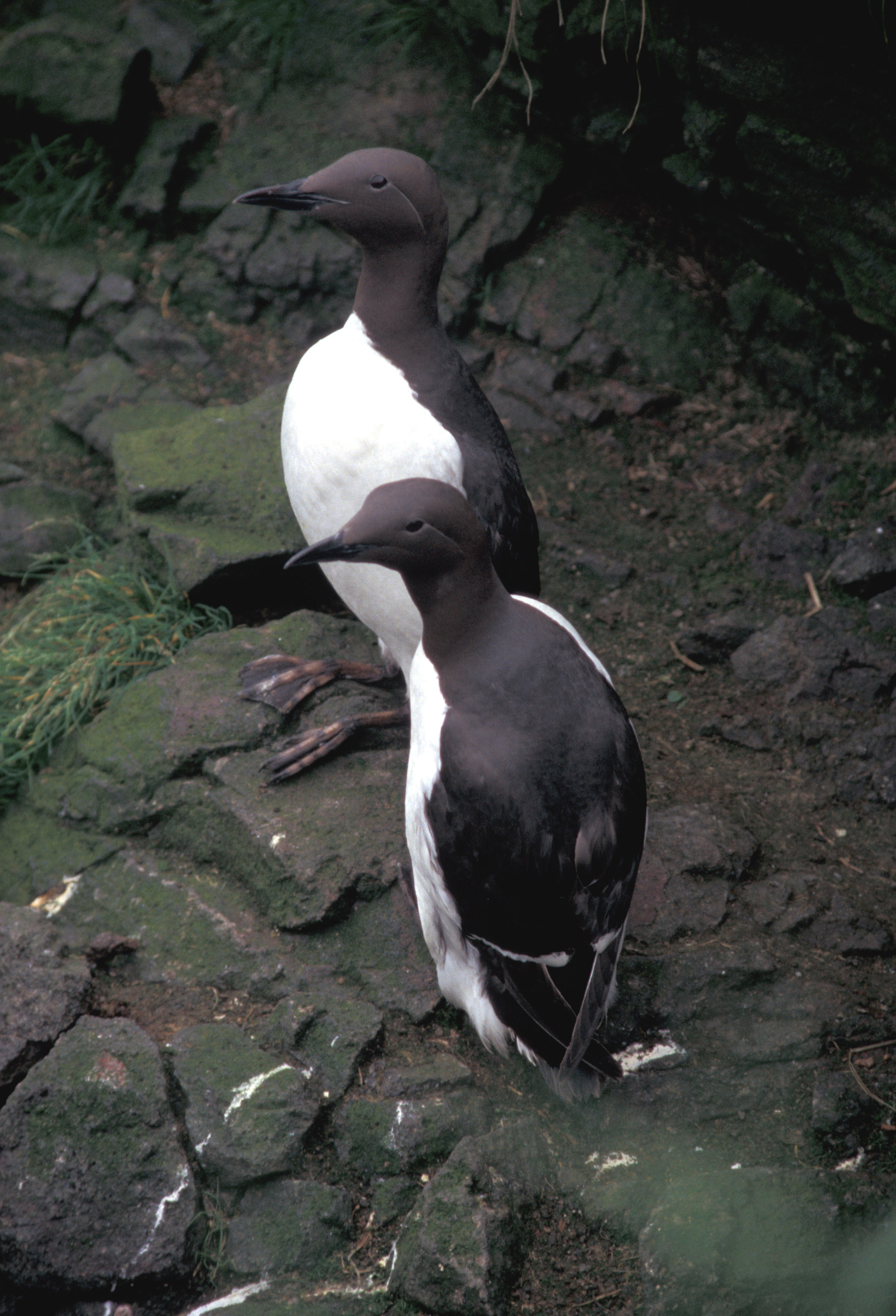
Lumma (Uria aalge)
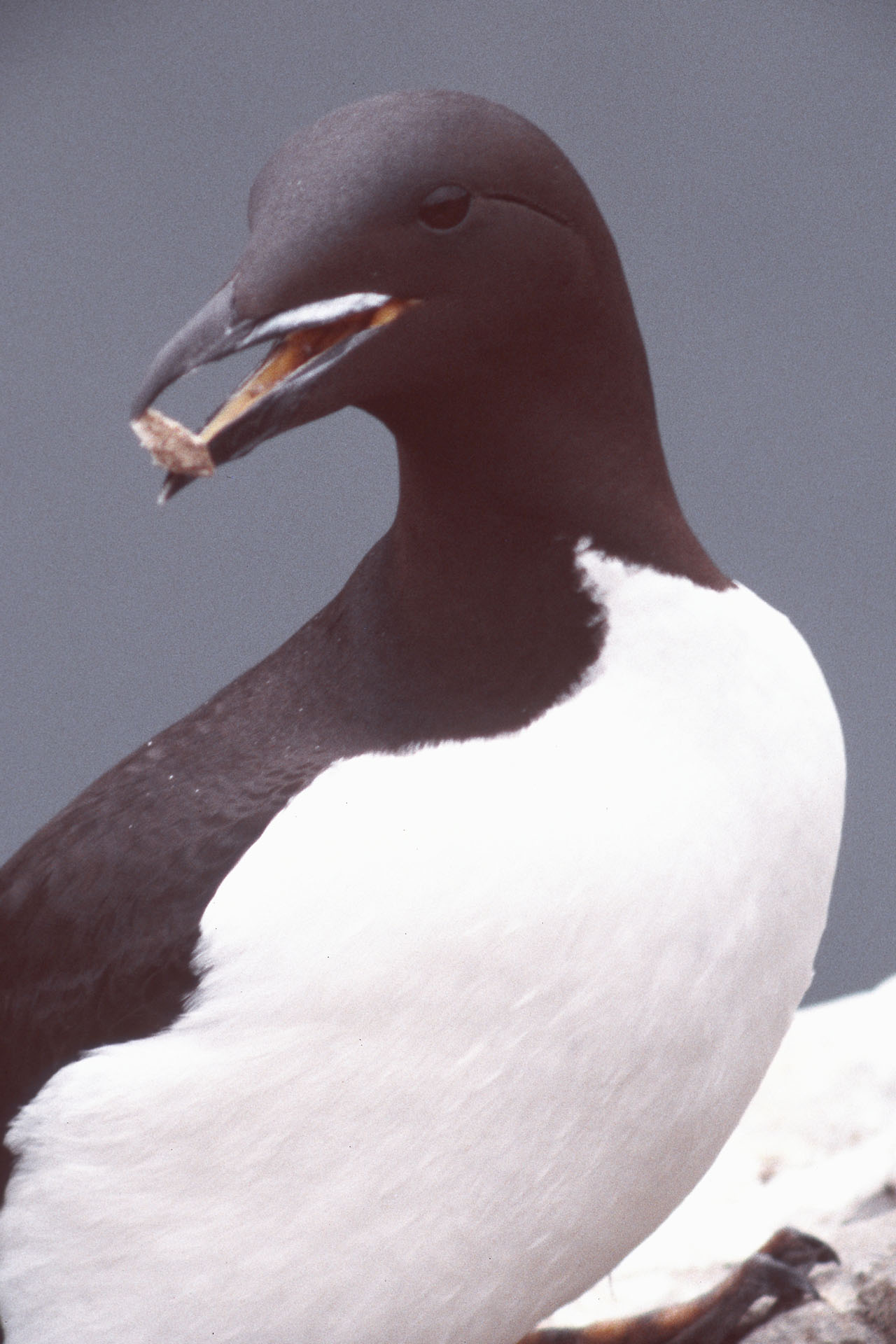
Vastagcsőrű lumma (Uria lomvia)
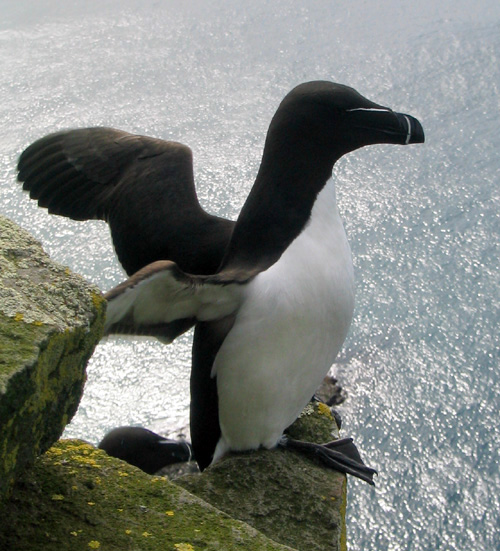
Alka (Alca torda)
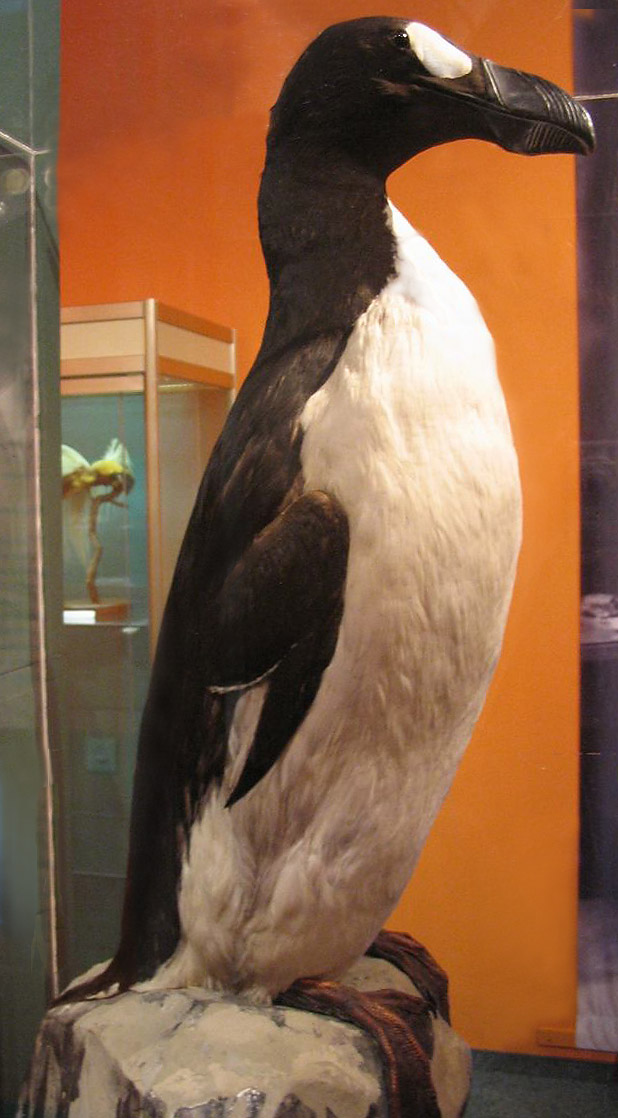
Óriásalka (Pinguinus impennis)
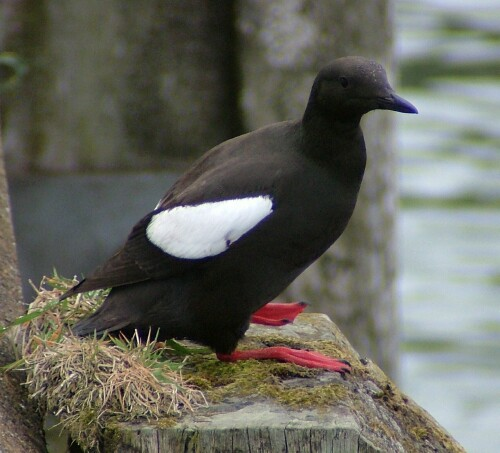
Fekete lumma (Cepphus grylle)
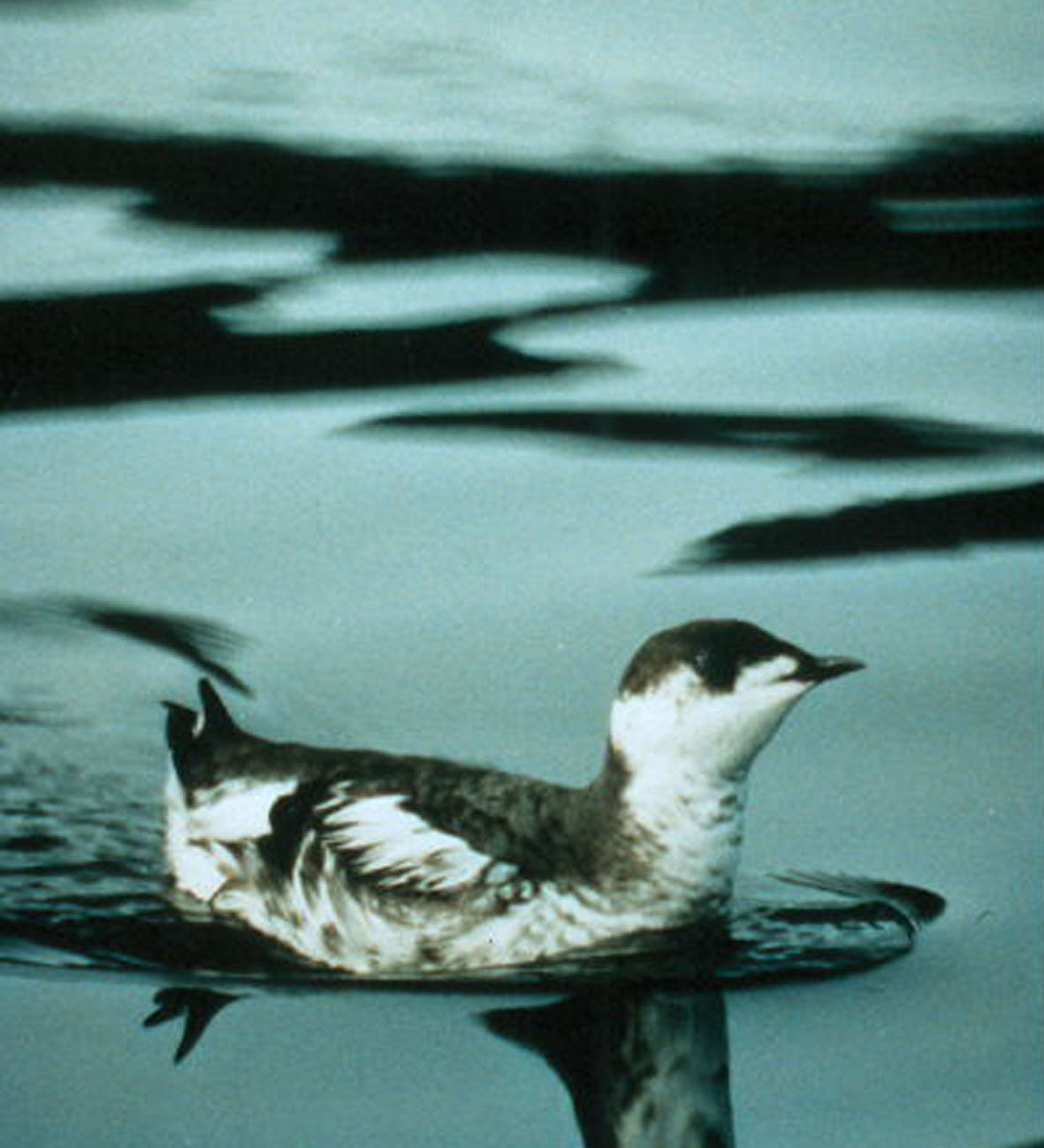
Márványos törpelumma (Brachyramphus marmoratus)
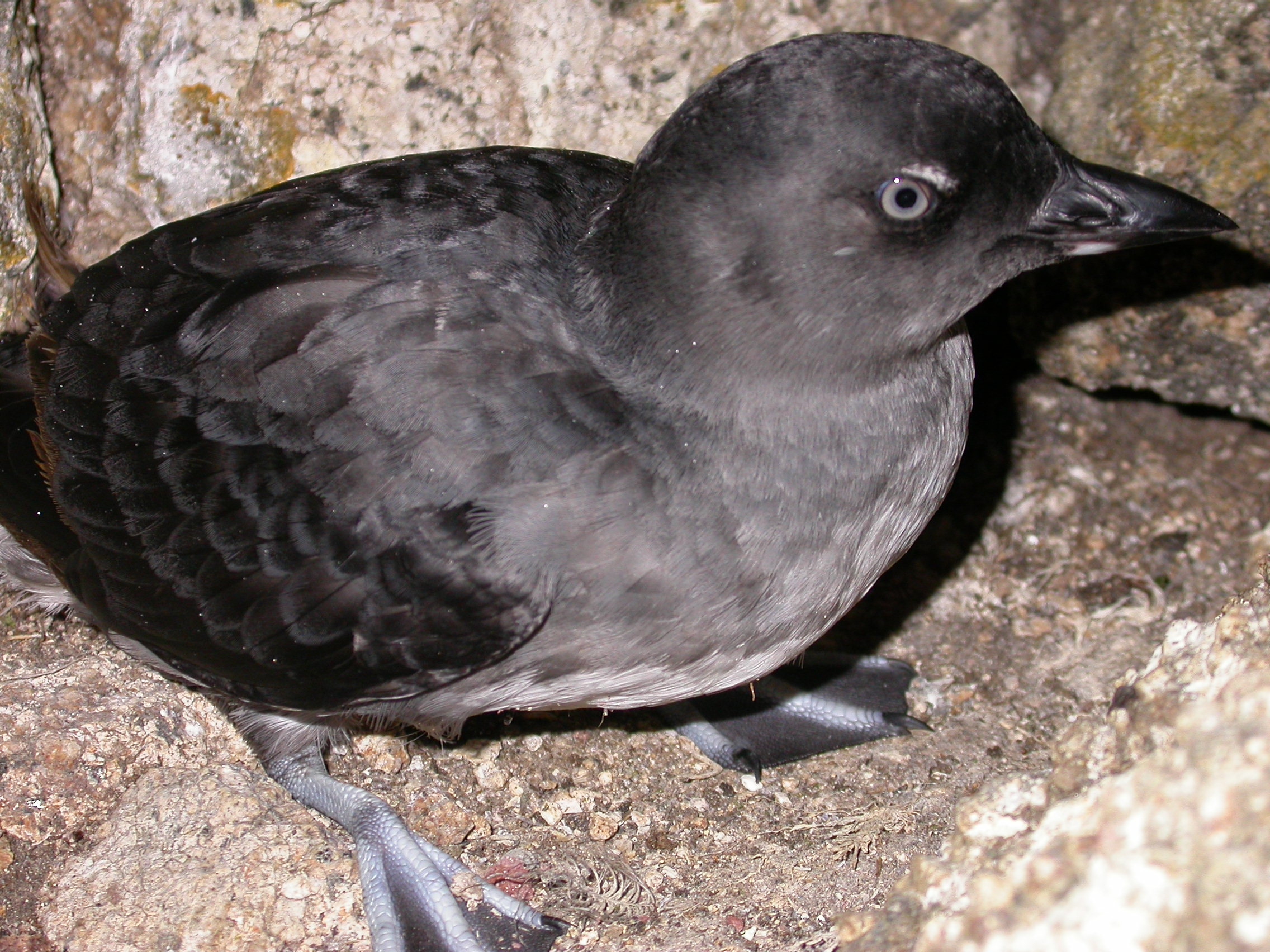
Füstös csibealka (Ptychoramphus aleuticus)
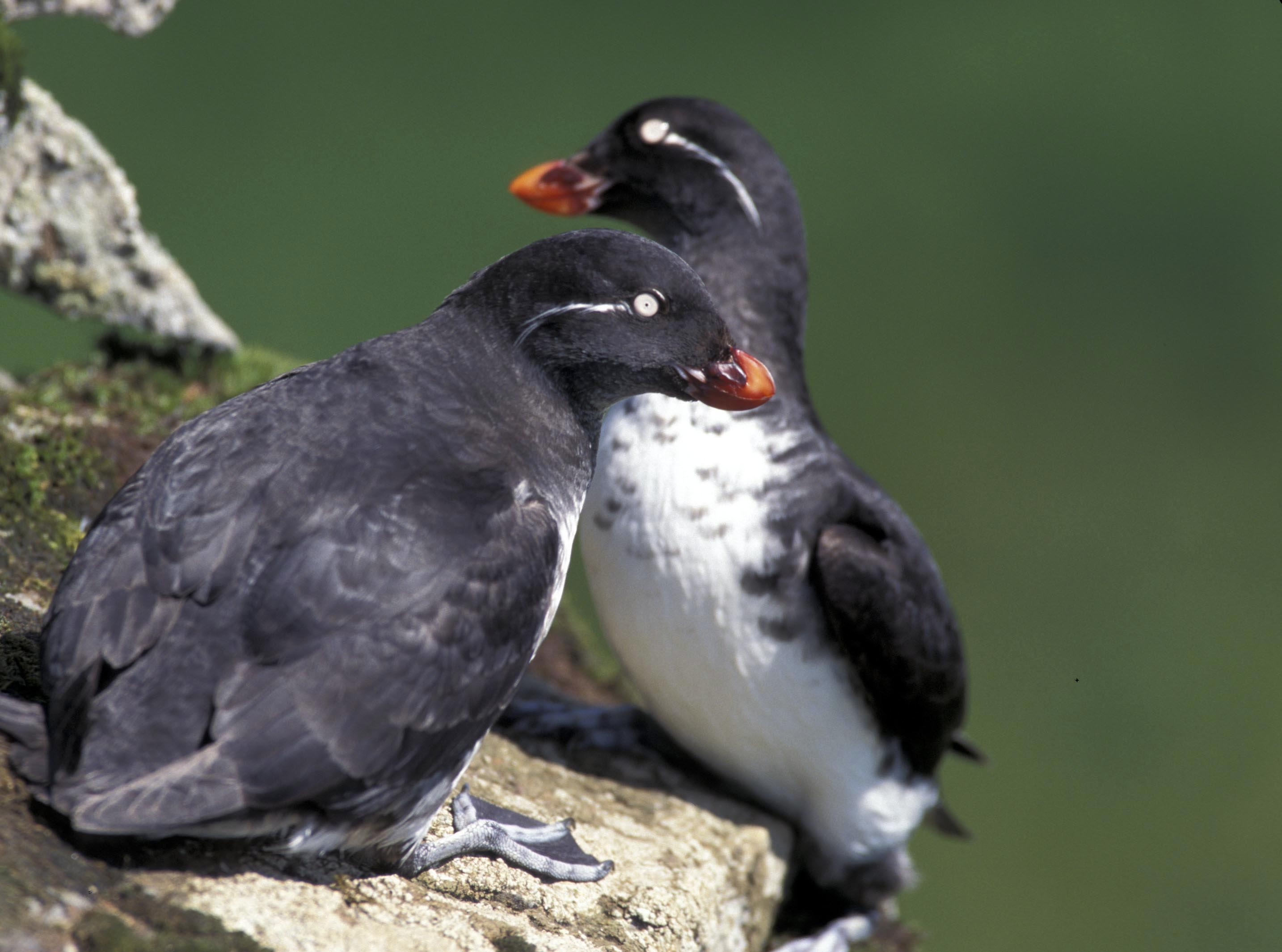
Papagájalka (Aethia psittacula)
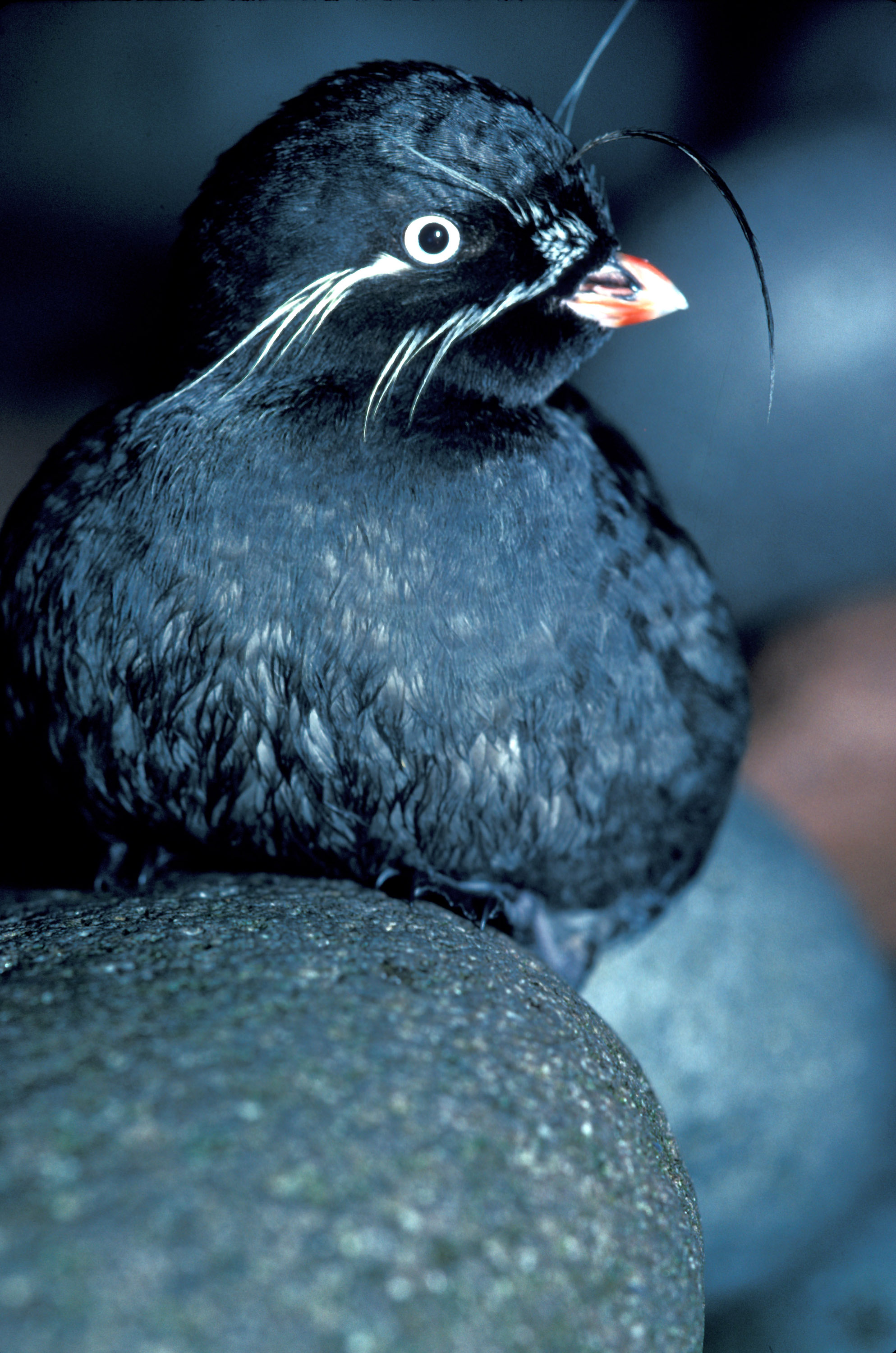
Bajszos alka (Aethia pygmaea)
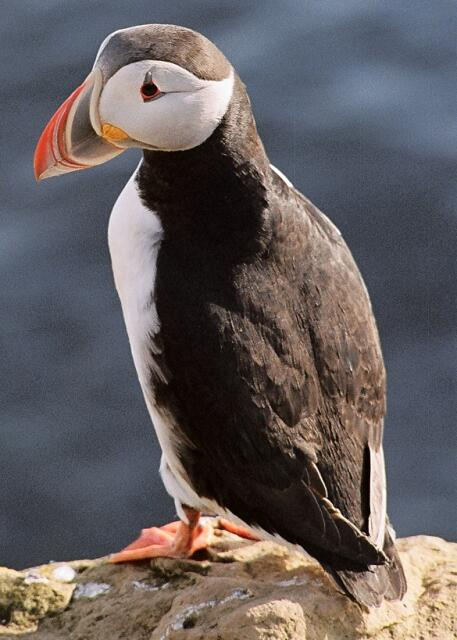
Lunda (Fratercula arctica)
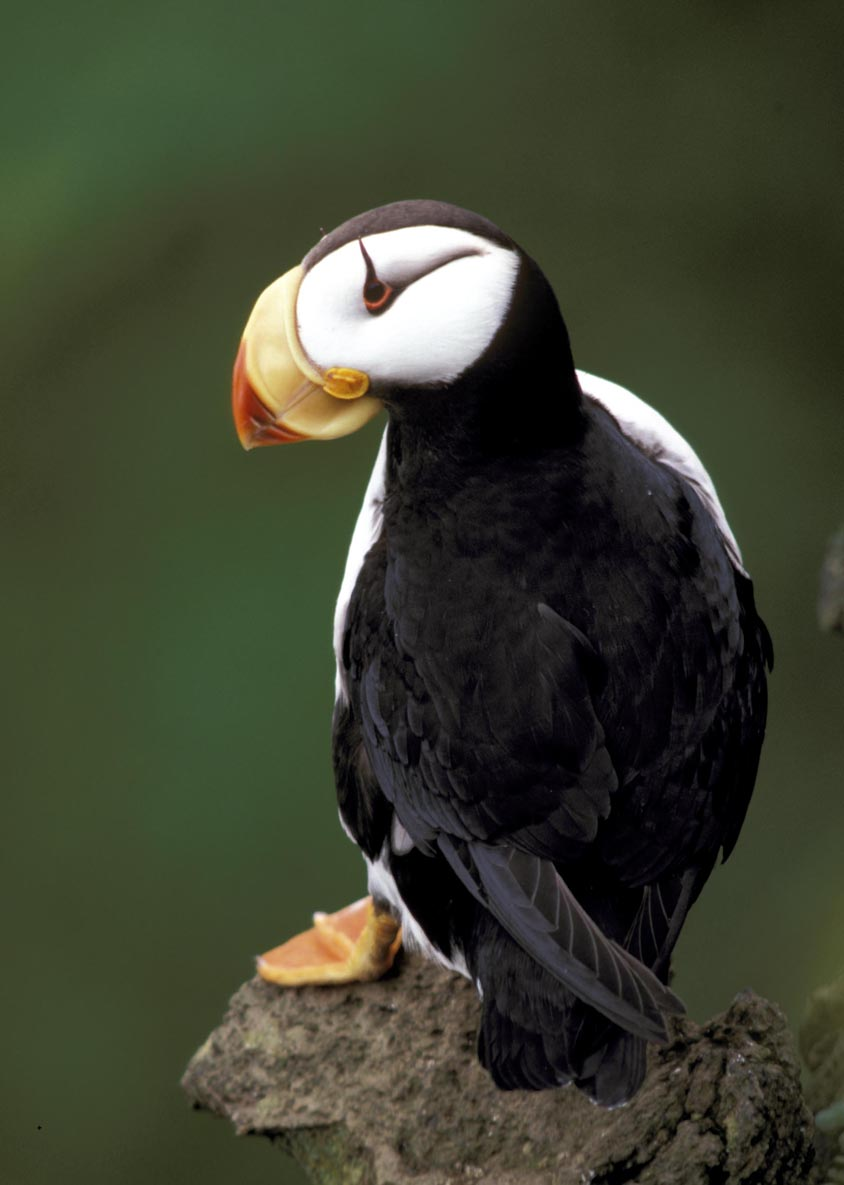
Szarvas lunda (Fratercula corniculata)
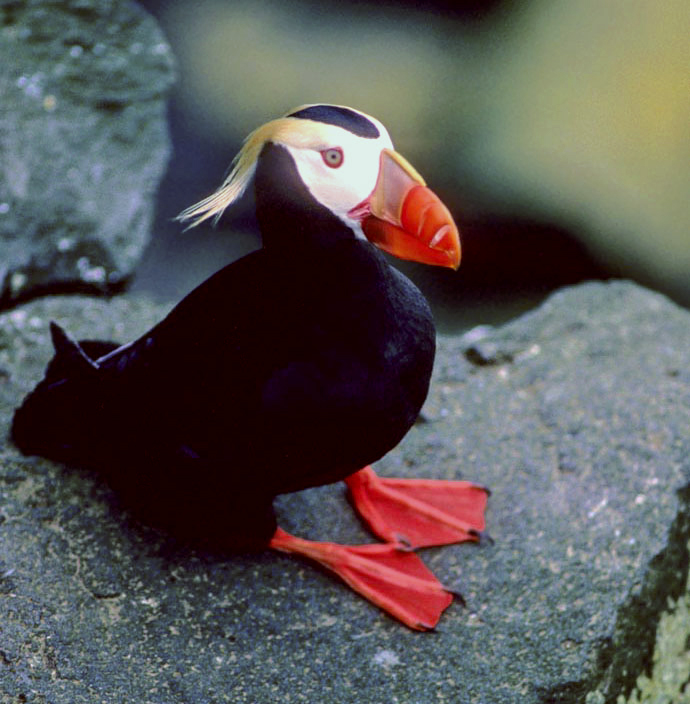
Kontyos lunda (Fratercula cirrhata)